# Union Village (Mayaro-Rio Claro)
Union Village es una villa de Trinidad y Tobago, que forma parte de la región de Mayaro-Rio Claro.

## Geografía
La villa abarca parte de la isla Trinidad y limita al norte con Cocal Estate-Mayaro, al sur con Abysinia Village y Guayaguayare, al este con Mafeking, Mayaro, Radix y Grand Lagoon y al oeste con Charuma Village, Ecclesville y Agostini Village.

## Demografía
Datos demográficos de la villa de Union Village:
| Gráfica de evolución demográfica de Union Village entre 2000 y 2011 |
|                                                                     |